# Graça Araújo
Maria Gracilane Araújo da Silva, mais conhecida como Graça Araújo (Itambé, 2 de abril de 1956 — Recife, 8 de setembro de 2018), foi uma jornalista e apresentadora de televisão brasileira.

## Biografia
Aos três anos, foi para São Paulo com a família, que buscava trabalho. Tinha sete irmãos e chegou a morar em uma casa com 10 pessoas. Aos 14 anos, já trabalhava para ajudar em casa. Pensou em estudar medicina, mas se encantou com o jornalismo quando trabalhou como secretária em uma revista. 
Se formou pela Faculdade Integrada Alcântara Machado em 1987 e voltou para o Recife. O primeiro trabalho na capital pernambucana foi na rádio Transamérica. Em seguida, foi para a Rádio Clube. Passou pela TV Manchete, TV Pernambuco e se tornou chefe de reportagem da TV Jornal, afiliada do SBT em 1992. Na emissora, ajudou na formatação do TV Jornal Meio-Dia, do qual foi âncora por 26 anos. Na época, Graça era a única apresentadora negra na televisão pernambucana.
Também foi apresentadora na Rádio Jornal, também do Sistema Jornal do Commercio de Comunicação. Há 17 anos, comandou as tardes da frequência no programa Rádio Livre, do qual faz parte o famoso quadro Consultório de Graça, que reúne, diariamente, médicos para abordar diferentes temas relacionados à saúde. Em agosto deste ano, o programa sobre o câncer de cérebro conquistou o primeiro lugar na categoria rádio no Prêmio SBN de Jornalismo, da Sociedade Brasileira de Neurocirurgia.
Também em agosto, a jornalista foi uma das homenageadas em sessão solene do Tribunal de Justiça de Pernambuco (TJPE), recebendo condecoração concedida a profissionais que contribuem para melhorar o trabalho da Justiça no Estado. Também foi homenageada no livro "Sucesso: o que elas pensam", que reúne 150 mulheres que contam como chegaram ao sucesso profissional.
Em entrevista publicada no site da TV Jornal em novembro de 2011, a apresentadora falou sobre sua escolha de ser jornalista. "Eu vi que o jornalismo é capaz de curar muitas feridas profundas, fazer transformações. Isso se você faz teu trabalho com responsabilidade, com ética e com disciplina, né?", disse.
Na vida pessoal, era conhecida por fazer atividades físicas e participar de corridas, conquistando várias medalhas. Nas suas redes sociais, era comum ver fotos da apresentadora praticando exercícios na academia ou correndo ao ar livre. Ela chegou a disputar a Maratona de São Silvestre, em São Paulo, onde estreou em 2010, e a Maratona de Paris. Graça Araújo não teve relacionamentos amorosos e não teve filhos. 

## Morte
Morreu nas dependências do Hospital Esperança no dia 8 de setembro de 2018, às 12h55, em decorrência de um Acidente Vascular Cerebral (AVC) hemorrágico extenso, sofrido no início da noite de 06  de setembro de 2018, quando realizava exercícios em uma academia na zona sul da capital pernambucana.